# Венеційський націоналізм

Прапор Венето

Венеційський націоналі́зм (венетизм від вен. Venetismo) — ідеологія й регіональний рух за більш широку автономію або навіть незалежність Венето від Італії, відродження спадщини Венеційської республіки, її традиції, культури та мови. За словами Паоло Поссамаї, венетизм — «зусилля Венето та венеційців визнати їхню ідентифікацію та автономію». Це широкий рух, який включає в себе венеційські партії та широкі верства населення.
Основна вимога венетизму — визнати Венето державою, відокремленою від Італії, і заперечити достовірність результатів референдуму, за якими Венето об'єдналась 1866 року з Італією. Деякі політики, зокрема з Венеційської національної партії, політичних рухів «Держава Венето» та «Венеційська незалежність», закликають до проведення референдуму і розгортання кампанії за незалежність Венеції (Venetia), історичних земель Венеційської республіки, а саме північно-італійських областей Венето, Фріулі-Венеція-Джулія, деяких районів Ломбардії (Брешеї, Бергамо, Крема, частково Мантуї) і Тренто.

## Досягнення

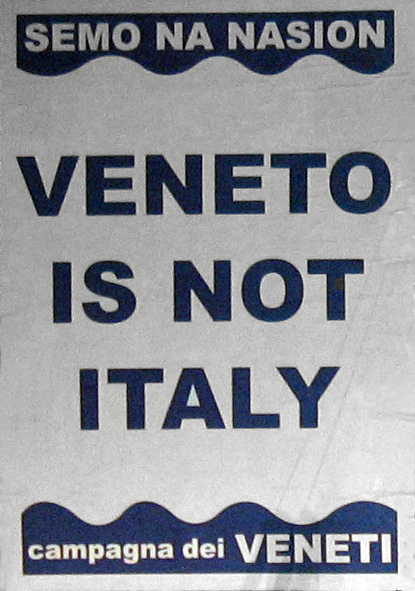
«Ми — нація, Венето — не Італія», передвиборча кампанія 2009 року у Венето

Статут міст регіону Венето закріпив поняття «венеційського народу». Венеційській мові, згідно з даними ЮНЕСКО, не загрожує зникнення, оскільки нею розмовляють у Венето, деяких частинах Фріулі-Венеції-Джулії, Хорватії, у Ріу-Гранді-ду-Сул і Санта-Катаріні в Бразилії і Чипіло у Мексиці.
1998 року Регіональна рада Венето схвалила резолюцію про самовизначення венеційського народу. Документ закріпив «права венеційці на демократичний і прямий референдум для вільного висловлювання свого права на самовизначення». 2006 року Регіональна рада офіційно звернулась до уряду з ініціативою змінити Конституцію Італії з метою надання Венето статусу автономної області, який мають його сусіди Фріулі-Венеція-Джулія та Трентіно-Альто-Адідже.
2007 року Венето надав венеційській мові разом з італійською статус офіційної, заснував офіційний вебсайт стандартною венеційською мовою і проголосив 25 березня Днем венеційського народу (Festa del Popolo Veneto) на річницю заснування Венеції. 2011 року Регіональна рада офіційно звернулась до італійського парламенту з проханням захистити спеціальним законом венеційську мову як мову національної меншини.
У той час як ідея федералізації країни набуває дедалі ширшої підтримки у Венето, набуття незалежності ускладнюється. Останні опитування показують невпинне зростання прибічників незалежності Венето. Згідно з опитуванням, проведеним у грудні 2011 року, таких виявилось 50 % венеційців. А в січні 2012 року, за даними газети «Il Gazzettino», ця кількість зросла до 53,3 %. Місцеві вибори також показують прихильність виборців до партій, що виступають за незалежність регіону.
2012 року рух «Венеційська незалежність» зібрав понад 20 000 підписів за проведення референдуму з питання незалежності. Однак за Конституцією Італії подібні заходи є незаконними. 6 жовтня був проведений мітинг на підтримку проведення референдуму.